# McDonald’s

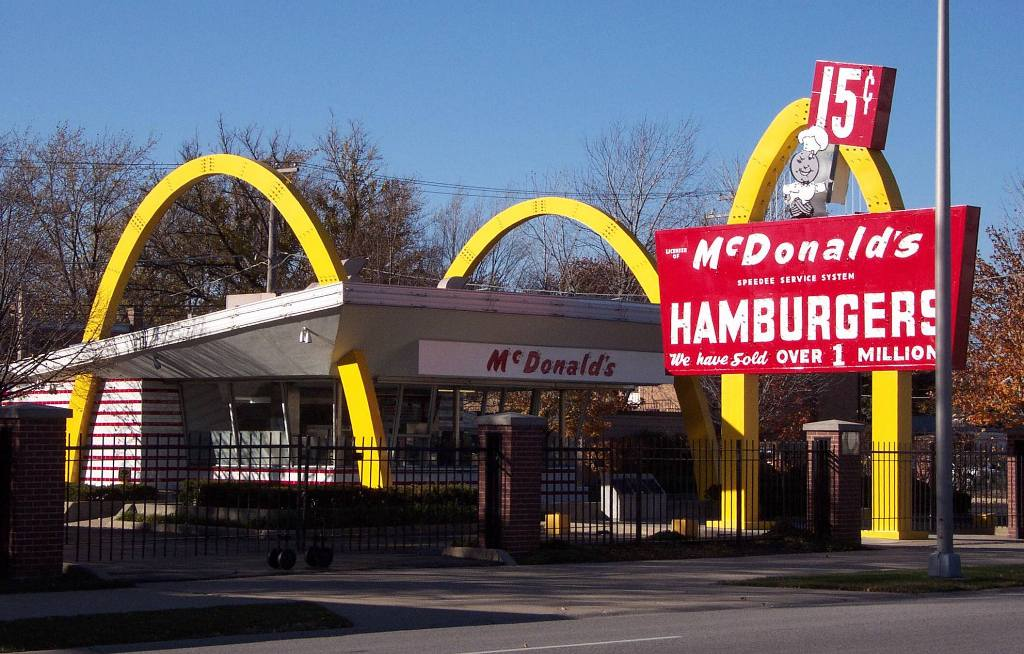
McDonald’s första franchise-restaurang, numera museum.

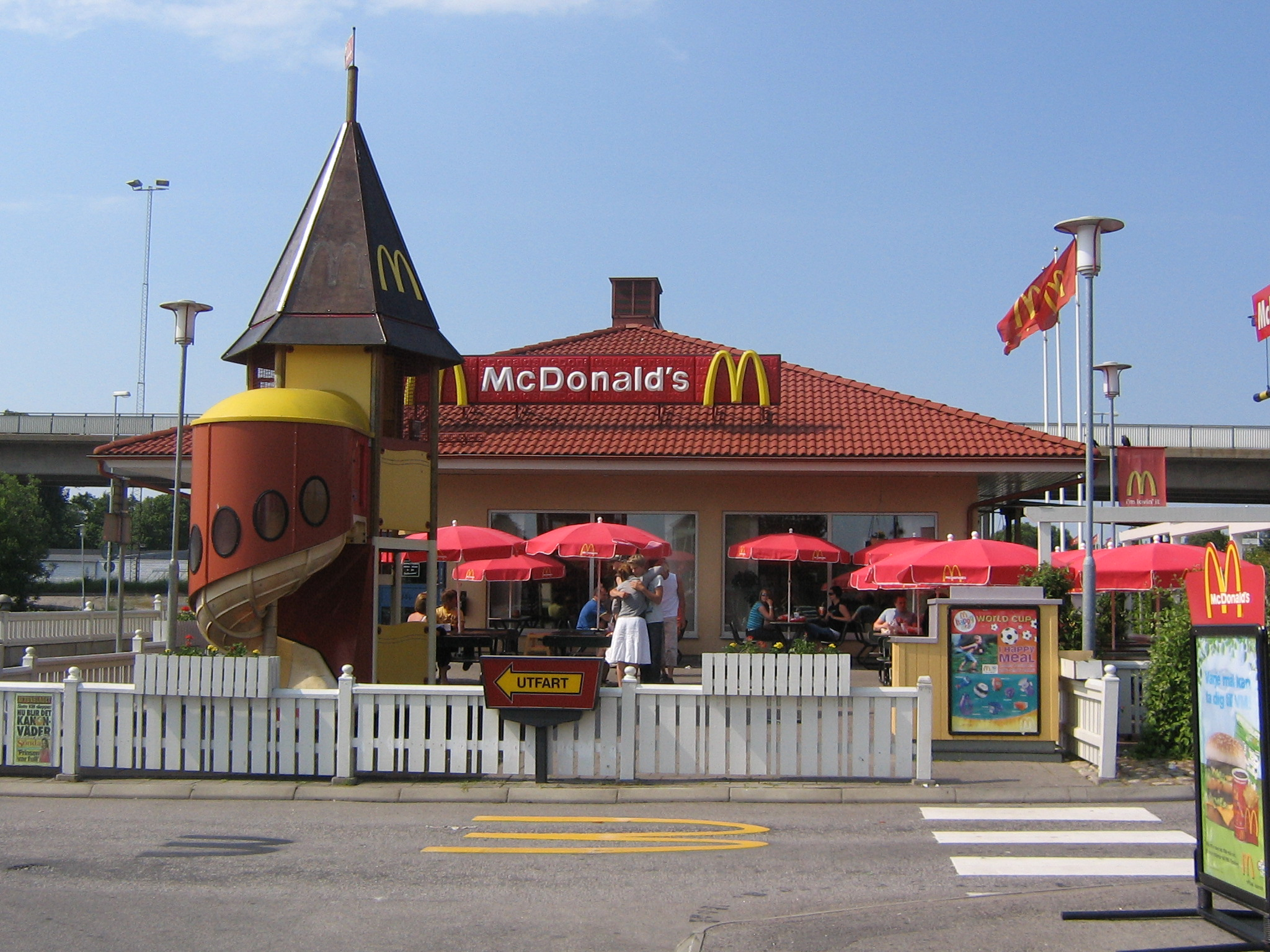
McDonald’s-restaurang i Karlshamn.

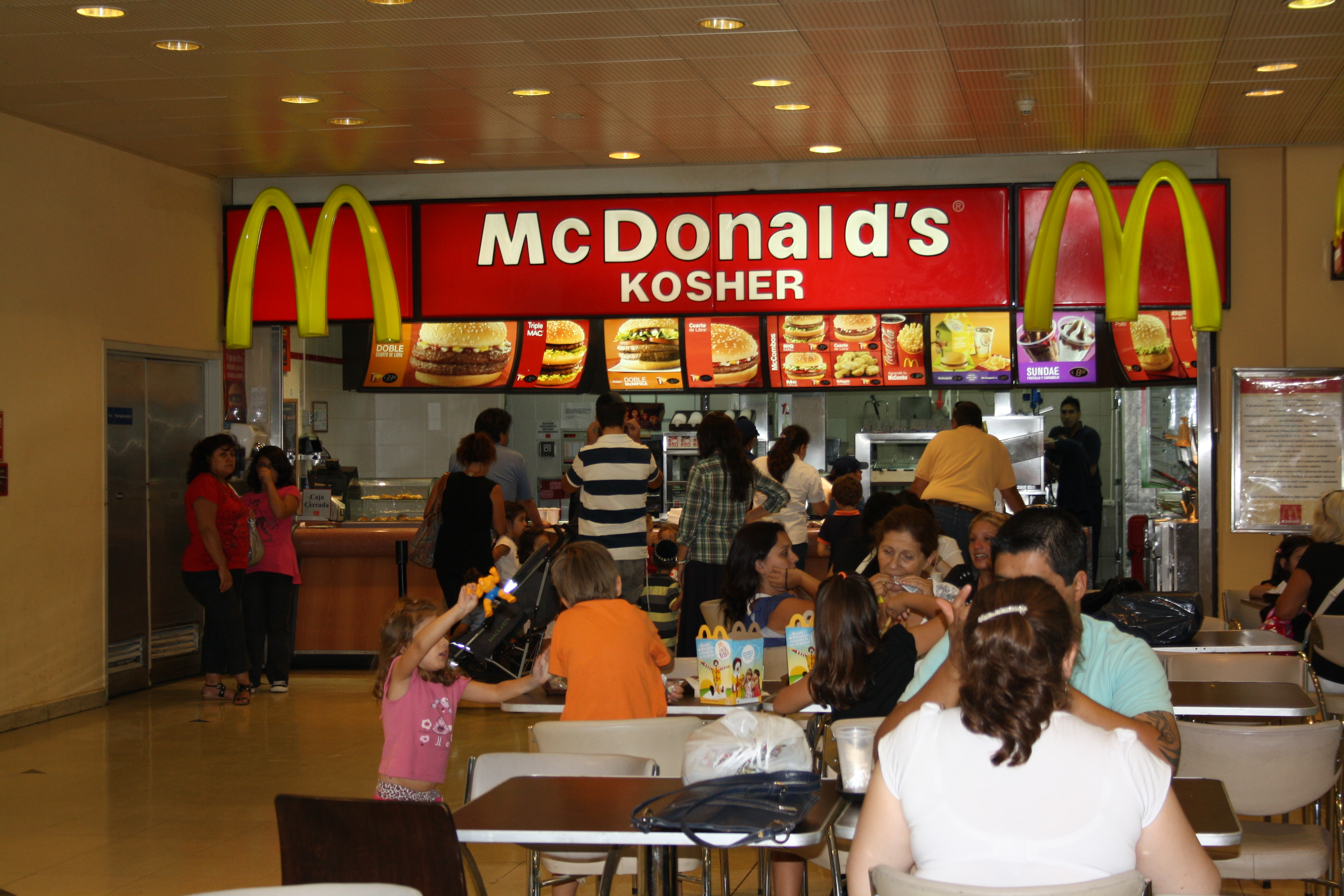
McDonald’s Kosher i Buenos Aires (Argentina).

McDonald’s-restauranger i världen.

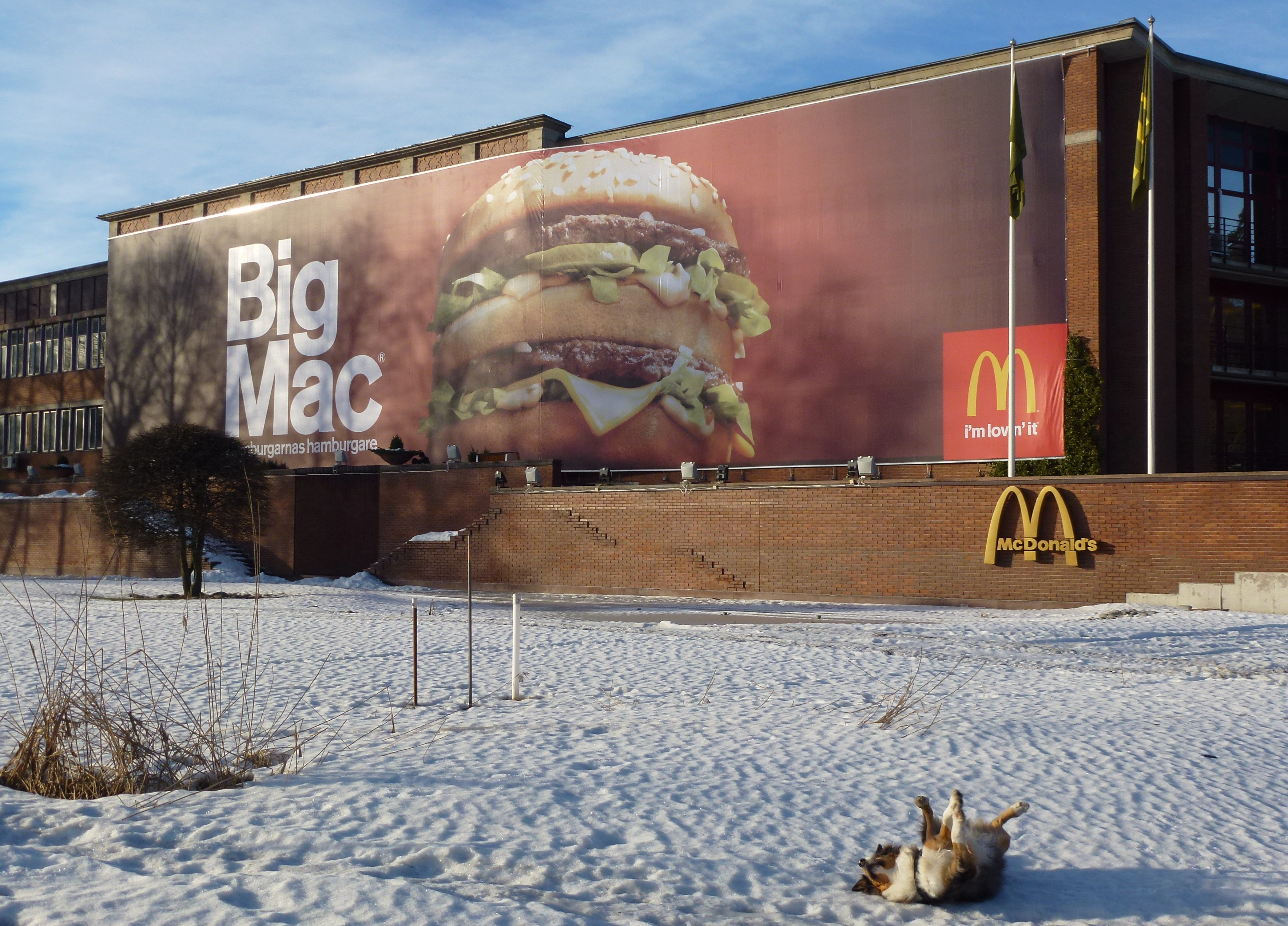
McDonalds svenska huvudkontor i Skärholmen.

McDonald's Corporation (uttal: "mack-donalds"), ofta förkortat till McDonald's, är ett amerikanskt multinationellt företag som säljer snabbmat, främst hamburgare. Företaget grundades av bröderna Richard och Maurice McDonald. Första restaurangen öppnades 1940 i San Bernardino i Kalifornien. Ray Kroc grundade 1955 McDonald’s moderna franchisekedja och blev då själv franchisetagare med sin McDonald’s-restaurang i Des Plaines, Chicago. Numera har kedjan över 37 000 restauranger i 118 länder och 69 miljoner kunder per dag. 1,8 miljoner människor arbetar för McDonald’s världen över.
McDonald’s flaggskepp är hamburgaren Big Mac som introducerades 1968. Utöver det säljs ett standardutbud som kompletteras av nationsspecifika kampanjer och utbud samt bland annat barnmenyn Happy Meal, frukostmenyn och fisk- och kycklingprodukter (som Chicken McNuggets och Filet-O-Fish).

## Franchise
McDonald’s arbetar efter en affärsmodell där självständiga franchisetagare driver restauranger, men får tillgång till moderbolagets produkter, varumärke och marknadsföring. Numera drivs en hel del av restaurangerna av McDonald’s själva. I flera länder, däribland Sverige, är hela det lokala McDonald’s drivet som franchise med lokala ägare.
I USA äger McDonald’s 15 procent av sina restauranger, och 20 procent internationellt. Resten drivs som franchise av olika lokala och regionala aktörer. McDonald’s är USA:s största matkedja följt av Subway och Starbucks som tvåa respektive trea. McDonald’s är en av USA:s i särklass största arbetsgivare bland landets minoritetsgrupper.

## McCafé
Systerkonceptet och coffeehouse-inspirerade McCafé öppnades första gången 1993 i Australien och har sedan dess expanderats världen över. McCafé har vuxit kraftigt det senaste årtiondet och följer den globala espresso-kaffetrenden med konkurrenter som amerikanska Starbucks, engelska Costa och kanadensiska Tim Hortons.
McCafé har i många länder egna kassadiskar, menyer och delvis manuellt lagade kaffedrycker som serveras både varma och kalla. Priserna är generellt högre än på det kaffeutbud som ordinarie McDonald’s har på menyn. McCafé har (2013) över 1 300 kaféer världen över, ofta som shop-in-shop inne på McDonald’s, ibland med egna sittplatser i andra fall med enbart egen kassadisk. I USA finns McCafé-utbudet enbart representerat genom egna menyer på samtliga McDonald’s men inte som egna kaféer.
Under 2013 lanserade svenska McDonald’s flera produkter brandade som McCafé vilket tyder på en bredare användning av varumärket i Sverige. Förutom de vanliga kaffedryckerna serverar flera restauranger numera även frappé och smoothies i ett begränsat antal smaker.
Ett försök med en shop-in-shop McCafé gjordes under 2000-talet på McDonald’s Kungsgatan vid Stureplan i Stockholm. Den restaurangen var även den första McDonald’s i Sverige när man öppnade 1973.

## Sverige
Den 27 oktober 1973 öppnades den första McDonald’s-restaurangen i Sverige av Paul Lederhausen. Den låg på Kungsgatan i Stockholm men stängde 2021. Idag har svenska McDonald’s 219 restauranger och företaget är helt svenskägt med huvudkontor i Skärholmen i Stockholm.
McDonald’s är Sveriges största köpare av radioreklam och en av de största köparna av TV-reklam. Ofta marknadsförs den för tillfället pågående nationella kampanjen.
I Sverige förekommer smeknamnet ”Donken”. McDonald’s har tagit upp namnet och använder det i reklam för till exempel Donken Deals.

### Lokala produkter
Unik för Sverige och Norden är burgaren McFeast som introducerades i början av 1980-talet i Sverige. Sedan dess har McFeast fått liknande kopior med samma namn i de nordiska länderna. Ingen annan lokal burgare har serverats i Sverige så länge som McFeast.
Sedan 2012 serverar svenska McDonald’s olika wraps som en del av standardutbudet. Samtidigt har utbudet av sallader utökats. Varumärket McCafé används sedan 2013 på McDonald's kaffeutbud där även frappé och smoothies tillkommit.
Big Fish var en fiskburgare som med start 2004 serverades på McDonald’s i stadsdelen Rosengård i Malmö. Big Fish var en fiskburgare innehållandes friterad fiskfilé, rucola, isbergssallat, tomat, emmentalerost och dressing, serverat i ett rostat bröd med sesamfrön. Den uppfanns av restaurangchefstrainee Mohammed Kazaz som ett menyalternativ för muslimer som av religiösa skäl endast äter halalkött och för vilka McDonald’s vanliga hamburgare därför inte utgör ett alternativ.

### Marknadsföring
McDonald’s har periodvis använt lokala marknadsföringskoncept för Sverige. Under 1980- och 1990-talen var sloganen ”Vi ger mer” för McDonald’s i Sverige. I januari 1996 infördes "Livet har sina goda stunder" som ny slogan. Den ersattes i september 2002 av en ny variant kallad ”Big Love” med ”bubbliga” bokstäver och sloganen ”Kom hit min vän och dela glädjen”. Under 2003 introducerades den internationella sloganen ”I’m lovin’ it” som ersatte de svenska koncepten.

### Historik i Sverige
- 1973 – Den första svenska McDonald’s-restaurangen öppnas den 27 oktober av Paul Lederhausen på Kungsgatan i Stockholm.[12]
- 1977 – Den första restaurangen utanför Stockholm öppnas i Norrköping och några månader senare även i Göteborg.
- 1985 – McDonald’s första svenska drive-through-restaurang öppnar i Kungens kurva söder om Stockholm.
- 1990 – Ronald McDonald Barnfond grundas. Stiftelsens uppgift är att hjälpa barn som drabbats av svåra sjukdomar och som därför behöver bo nära ett sjukhus under längre perioder. Fonden driver bland annat Ronald McDonald Hus med pengar som kommer bland annat från de insamlingsbössor som finns utställda på alla McDonald’s-restauranger.
- 1995 – Företaget börjar med sina återvinningsstationer där gästen själv sorterar sitt skräp.
- 2007–2008 – flera restauranger i Norrland stänger.[13][14][15][16] Sommaren 2008 stängdes restaurangen i Örnsköldsvik.[17]
- 2013–2017 – Restauranger i Sundsvall[18] och Gävle stänger.
- 2021 – Den första restaurangen som öppnades i Sverige, på Kungsgatan 4 i Stockholm, stänger den 22 augusti 2021.[19] Samtidigt rapporteras att man stängt ytterligare 22 enheter i centrala lägen de senaste fem åren, för att istället satsa på väglägen som erbjuder drive-thru.[20]

## Restauranger
I Rom finns en av de mest fashionabla och inredningsmässigt mest påkostade McDonald’s-restaurangerna. Den har en blygsam fasad vid Piazza di Spagna, nära Spanska trappan. Den är en av McDonald’s-restaurangerna med högst försäljningssiffror i Europa. För att hantera den enorma försäljningen har man 17 kassor fördelade på tre grupper. Gästerna slussas runt med hjälp av så kallade kövärdar som portionerar ut gästerna till de lediga kassorna.
På Broadway på Manhattan i New York, nära Wall Street, provade McDonald’s under 1980 och 1990-talen att ha servitörer och livemusik i restaurangen som hade en stor kundkrets från Financial district. Idag är restaurangen en vanlig McDonald’s men livemusiken är kvar då man ofta bjuder på pianomusik under dagtid.[källa behövs]
En annan mycket påkostad McDonald’s-restaurang ligger i Budapest i en av järnvägsstationerna med inriktning på en rikare kundkrets.

### Vkusno i totjka
Efter Rysslands invasion av Ukraina 2022 valde McDonald’s Corporation att lämna Ryssland och sälja sina restauranger. Flertalet av dessa köptes upp av en rysk entreprenör i syfte att bilda en rysk klon av McDonalds under ett nytt namn. Den nya matkedjan fick namnet Vkusno i totjka (ryska: Вкусно – и точка), som ungefär betyder Gott, punkt, och är i princip bara före detta ryska McDonalds med samma meny fast i ny kostym.
De första Vkusno i totjka-restaurangerna öppnade redan i under mitten av juni 2022, nästan 4 månader efter att invasionen börjat.

## Historik
- 1940 – Den första McDonald’s-restaurangen öppnas av Dick och Mac McDonald 15 maj i San Bernardino i Kalifornien.[28]
- 1948 – Restaurangen blev berömd tack vare sin snabba service, vilken byggde på ett helt nytt system för matlagning. Det gick ut på att hamburgarna sattes ihop enligt löpandebandprincipen.
- 1954 – Entreprenören och milkshakemaskinförsäljaren Ray Kroc intresserade sig för bröderna McDonalds sätt att laga hamburgare, då han insåg dess potential. Han kontaktade bröderna och erbjöd sig att bli franchisetagare.
- 1955 – Kroc öppnade sin första franchiserestaurang i Des Plaines i Illinois, vilken blev en omedelbar succé. Kroc grundar samtidigt McDonald’s Systems Inc.
- 1960 – Företagets namn ändras till McDonald’s Corporation.
- 1961 – Bröderna McDonald går med på att sälja sin affärsidé till Kroc för 2,7 miljoner dollar, pengar som Kroc lånade från ett antal investerare. Enligt avtalet fick bröderna behålla sin restaurang om de bara tog bort namnet McDonald’s; de döpte om den till The Big M. Dock fick de problem då Kroc öppnade en McDonald’srestaurang endast ett kvarter norr om deras, detta drev The Big M i konkurs. Hade bröderna gått med på Krocs ursprungliga förslag som skulle garanterat dem 0,5 % av kedjans vinst skulle de idag kunnat inkassera 180 miljoner dollar per år.
- Under det tidiga 1960-talet tog Kroc ett avgörande beslut; han bestämde sig att rikta sin marknadsföring av McDonald’s mot familjer och barn. En av kedjans franchisetagare i Washington D.C. sponsrade en barnföreställning, Bozo’s Circus med Willard Scott som clownen. Då föreställningen lades ned anlitade franchisetagaren istället clownen för att uppträda på hans restaurang, detta var starten för Ronald McDonald. Clownen blev så småningom McDonald’s maskot.
- 1971 – De första McDonald’s-restaurangerna i Europa öppnas. I augusti öppnas en i Zaandam (nära Amsterdam) i Nederländerna och i december öppnas en i München i Tyskland.[29]
- 1973 – Den första McDonald’s-restaurangen i Sverige öppnas på Kungsgatan i Stockholm. Stängdes 2021.[30]
- 1986 – Den första restaurangen i Italien invigs. Den är belägen nära Spanska trappan i Rom.[31]
- 1990 – Den första McDonald’s-restaurangen öppnas i Moskva.[32] I Ryssland och Kina ses inte McDonald’s bara som en snabbmatsrestaurang, den blir även en statussymbol då företaget är mycket noga med hygienen och att ha en trevlig atmosfär.
- 1992 – En 79-årig McDonald’s-gäst i USA får tredje gradens brännskador då hon dricker en kopp kaffe oförsiktigt. Hon krävde McDonald’s på 20 000 dollar för sveda och värk, företaget erbjöd 800 dollar och vägrade kompromissa. Gästen tilldömdes 640 000 dollar av en domstol, vilket belopp hon slutligen fick är okänt men det är känt att företaget nådde en överenskommelse med henne.[33]
- 2002 – McDonald’s redovisade sin första kvartalsförlust någonsin – 344 miljoner dollar för det sista kvartalet 2002. Förlusten angavs bero på en hårdnande konkurrens inom snabbmatsbranschen, att företagets konkurrenter satsade på högre kvalité och en större variation på sina menyer.
- 2003 – Företaget startade en global marknadsföringskampanj med namnet I’m lovin’ it i över 100 länder samtidigt, bland annat i Sverige.

## McDonalds säljer all verksamhet i Ryssland
Den 16 maj 2022 meddelade McDonalds vd Chris Kempczinski, att all verksamhet i Ryssland säljs, 850 restauranger och 62 000 anställda berörs. 

## McDonald’s i media
Restaurantkedjan har tidvis fått utstå mycket kritik världen över, inte minst för att maten anses onyttig. Morgan Spurlock har bland annat gjort en dokumentärfilm, kallad Super Size Me där han själv spelar huvudrollen. Filmen går ut på att Spurlock äter mat från McDonald’s i 30 dagar. Reglerna säger att han måste äta allt på menyn minst en gång och att han måste äta utökade portioner, så kallad Super Size om kassapersonalen frågar om det. Detta får förutom kraftig viktökning också som effekt att han får försämrad leverfunktion, på ett liknande sätt som överdrivet alkoholintag får. Liknande effekter har också framkommit i en studie utförd av Fredrik Nyström på Hälsouniversitet i Linköping, som är inspirerad av Spurlocks film. Dessa resultat var dock inte lika alarmerande som Spurlocks. Studien syftade till att undersöka effekten av stora mängder fet mat och minimalt med motion. Deltagarna i Linköpings-studien skulle endast äta snabbmat, till exempel hamburgare eller pizza. Dessutom var det tillåtet att äta frukost hemma, så länge den bestod av bacon och ägg. En oväntad effekt som studien påvisade var att kolesterolvärdena förbättrades hos försökspersonerna som ingick i studien.
I Sveriges Televisions program Uppdrag Granskning som sändes den 27 oktober 2007 visades att flera av McDonald’s franchisetagare (och även andra hamburgerkedjor i Sverige såsom Max Hamburgerrestauranger och Burger King) hade anlitat ett flertal städföretag vars personal var svartavlönade. Inför sändningen av programmet meddelade McDonald’s att det redan tidigare funnits varningssignaler om att olämpliga städbolag hade anlitats och att McDonald’s skulle agera för att ge städare bättre arbetsförhållanden. Vid Uppdrag Gransknings uppföljning i mars 2010 visades dock att städbolag som betalat ut svarta löner fortfarande anlitades av vissa franchisetagare. Avslöjandet ledde till att restaurangchefen på McDonald’s i Falköping fick sluta.
I programmet Dokument inifrån 2010 med rubriken ”McFusk & Co” visas hur maten hålls varm i upp till två timmar, personal tvingas stämpla ut när kundflödet är litet men är tvungna att stanna kvar tills kundflödet ökar och då stämpla in igen, arbetstid och övertid tas bort i efterhand av chefer. Personal som har smittsamma sjukdomar som till exempel svinkoppor beordras att jobba även vid till exempel feber eller uppkastning, produkter märks med nytt datum när den förra datummärkningen passerat.

## Big Mac-index
Big Mac-index är ett ekonomiskt index som används internationellt är det så kallade Big Mac-indexet som anger vad en Big Mac kostar i arbetstimmar för en arbetare i ett specifikt land.

## Ledare

### Ordförande
- Ray Kroc, 1968–1984
- Fred L. Turner, 1984–1990
- Michael R. Quinlan, 1990–1999
- Jack M. Greenberg, 1999–2002
- Jim Cantalupo, 2002–2004
- Andrew J. McKenna, 2004–2016
- Enrique Hernandez, Jr., 2016–

### Verkställande direktörer
- Harry Sonneborn, 1958–1967
- Ray Kroc, 1967–1973
- Fred L. Turner, 1973–1987
- Michael R. Quinlan, 1987–1998
- Jack M. Greenberg, 1998–2002
- Jim Cantalupo, 2002–2004
- Charlie Bell, 2004
- Jim Skinner, 2004–2012
- Don Thompson, 2012–2015
- Steve Easterbrook, 2015–2019
- Chris Kempczinski, 2019–